# Moviment per l'Organització de Bretanya
Moviment per l'Organització de Bretanya (MOB) fou un moviment federalista bretó fundat el 1957 per Yann Fouéré, Ronan Goarant, Albert Poulain, Pierre Lemoine i Yann Poupinot com a resultat del CELIB. El seu òrgan era L'Avenir de la Bretagne.
El MOB és més un moviment que no pas un partit i reagrupava militants de diferents orígens, incloent notables com el gaullista Yann Poilvet, futur director de la Notre République. Pretenia reunir tots els bretons al voltant d'un projecte federalista i es proclama apolític. Des de la seva fundació, els editorials del MOB es va moure en múltiples contradiccions, entre nacionalisme, regionalisme o gaullisme.
Aquesta posició cristal·litzarà l'oposició amb el moviment juvenil i especialment amb la secció de Rennes. La crisi potencial es traduirà el 1963 en la creació per una dotzena d'activistes de la Unió Democràtica Bretona (UDB). Encara que numèricament limitada, aquesta escissió sacsejarà durament el MOB i li privarà la influència (molt limitada) en el medi estudiantil.
Després de 1964 el moviment es va radicalitzar progressivament a mesura que els elements moderats el deixaven, la circulació va empitjorar gradualment com deixar als moderats. Després d'unes escissions per la dreta - va demanar en va la seva integració en el Comitè d'Acció Bretona el 1963 - el MOB va analitzar la situació bretona com a part de l'oposició entre les nacions proletàries i nacions burgeses, i obrí les columnes del diari a Olier Mordrel.
El 1964 el MOB va presentar candidats a les eleccions cantonals, però va obtenir resultats minsos. El 1968 es presentà amb Sav Breizh, però no els va anar millor. Després de 1965 les activitats del moviment es reduïren a la publicació de l'Avenir de la Bretagne. El periòdic Sav Breizh reuní els joves activistes que es negaren a seguir la Unió Democràtica Bretona (UDB). La revista publicà 35 números de 1969 a 1975 i tenia una clara influència en el moviment de bretó de l'any 1968. El Moviment Regionalista Bretó i el Partit per l'Organització d'una Bretanya Lliure (POBL), creat el 1982, és l'hereu del Strollad ar Vro, també hereu de la branca nacionalista del MOB.